# Corynorhinus
Corynorhinus (H. Allen, 1865) è un genere di pipistrelli della famiglia dei Vespertilionidi.

## Descrizione

### Dimensioni
Al genere Corynorhinus appartengono pipistrelli di piccole dimensioni, con lunghezza della testa e del corpo tra 45 e 70 mm, la lunghezza dell'avambraccio tra 35 e 52 mm, la lunghezza della coda tra 35 e 55 mm e un peso fino a 20 g.

### Caratteristiche craniche e dentarie
Il cranio presenta un rostro curvato privo di concavità longitudinali, mentre la scatola cranica è alta e a cupola. Il secondo premolare superiore è più largo che lungo.
Sono caratterizzati dalla seguente formula dentaria:

### Aspetto
Le parti dorsali sono marroni mentre quelle ventrali sono più chiare. Le orecchie sono enormi, unite alla base da una sottile membrana, brunastre e con un piccolo lobo basale anteriore. Il trago è stretto e lanceolato. Sono presenti due grosse masse ghiandolari su ogni lato della parte dorsale del muso. La seconda falange del terzo dito è più lunga della prima. La lunga coda è inclusa completamente nell'ampio uropatagio. Il calcar è privo di carenatura.

## Distribuzione
Il genere è diffuso nell'America settentrionale.

## Tassonomia
Il genere comprende 3 specie.
- Corynorhinus mexicanus
- Corynorhinus rafinesquii
- Corynorhinus townsendii